# Jimmy Jean-Louis

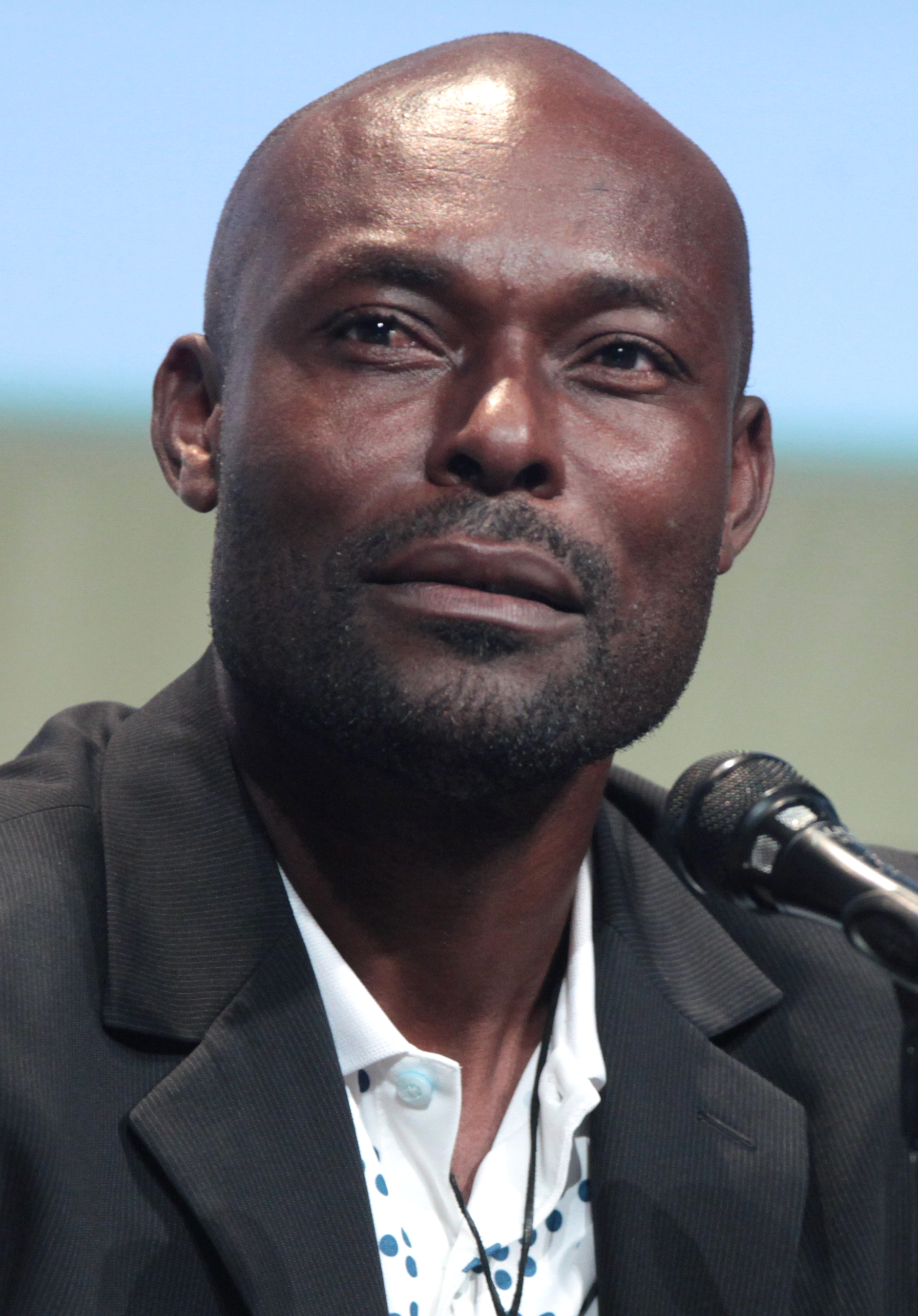
Jimmy Jean-Louis auf der Comic-Con (2015)

Jimmy Jean-Louis (* 8. August 1968 in Pétionville, Haiti) ist ein haitianischer Schauspieler und Model.

## Leben
Jimmy Jean-Louis wuchs in einem kleinen Dorf nahe Port-au-Prince auf, bevor er im Alter von 12  Jahren mit seiner Familie nach Paris einwanderte. Er studierte Wirtschaft und Tanz. Während seine Eltern wieder nach Haiti zurückkehrten, blieb er mit seinem Bruder in Frankreich. 1991 wurde er beim Tanzen in einem Pariser Nachtclub entdeckt und für einen Coca-Cola-Werbespot engagiert. Dadurch startete er eine internationale Modelkarriere, wobei er unter anderem für Gianfranco Ferré und Valentino arbeitete. Da Jean-Louis mit Englisch, Spanisch, Französisch, Italienisch und Kreolisch fünf Sprachen spricht, konnte er in Spanien beim Musicaltheater mitspielen, bevor er eine Zeit lang in Italien wohnte. Über Französische Erotikfernsehfilme, darunter auch 1993 Emmanuelle in Tibet, sammelte er Erfahrung, um nach Los Angeles zu ziehen, wo er in mehreren Independentfilmen mitspielte, bevor er eine Rolle in Jean-Claude Van Dammes Derailed – Terror im Zug erhielt. Von dort aus wurde er für weitere kleinere Rollen in Filmen wie Die Bourne Identität, Hollywood Cops, Tränen der Sonne und Das Schwiegermonster engagiert. Außerdem spielte er eine wiederkehrende Nebenrolle in der Fernsehserie Heroes.

## Filmografie (Auswahl)
- 1993: Emmanuelle in Tibet (L’Amour d’Emmanuelle)
- 2002: Derailed – Terror im Zug (Derailed)
- 2002: Die Bourne Identität (The Bourne Identity)
- 2003: Fastlane (Fernsehserie, eine Folge)
- 2003: The District – Einsatz in Washington (The District, Fernsehserie, eine Folge)
- 2003: Hollywood Cops (Hollywood Homicide)
- 2003: This Girl’s Life – Mein Leben als Pornostar (This Girl’s Life)
- 2003: Tränen der Sonne (Tears of the Sun)
- 2005: Das Schwiegermonster (Monster-in-Law)
- 2005: Das Spiel ihres Lebens (The Game of Their Lives)
- 2006: Phat Girlz
- 2006–2010: Heroes (Fernsehserie, 32 Folgen)
- 2008: Adventures of Power
- 2010: Paris Express (Coursier)
- 2011: Der Kuss des Schmetterlings (Un baiser papillon)
- 2012: Toussain Louverture
- 2013: Arrow (Fernsehserie, Folge 2x04)
- 2014: Tatort – Kaltstart
- 2015: Joy – Alles außer gewöhnlich (Joy)
- 2015–2016: Heroes Reborn (Fernsehserie, 5 Folgen)
- 2017: The Way (Fernsehserie, 7 Folgen)
- 2017–2018: Claws (Fernsehserie, 13 Folgen)
- 2018: The Outer Wild
- 2019: Rattlesnakes
- 2020: Vorladung (Citation)
- 2022: Detective Knight: Rogue
- 2022: Detective Knight: Redemption